# Markus Vuorela
Markus Vuorela (* 28. Mai 1996) ist ein finnischer Skilangläufer.

## Werdegang
Vuorela, der für den Jämin Jänne startet, lief im Dezember 2013 in Vuokatti sein erstes Rennen im Scandinavian Cup, das er auf dem 160. Platz über 15 km klassisch beendete. Bei den Nordischen Junioren-Skiweltmeisterschaften 2016 in Râșnov kam er auf den 20. Platz über 15 km Freistil und auf den vierten Rang mit der Staffel und bei den U23-Weltmeisterschaften 2017 in Soldier Hollow auf den 21. Platz über 15 km Freistil, auf den 20. Rang im Skiathlon und auf den 13. Platz im Sprint. Sein Debüt im Skilanglauf-Weltcup hatte er im März 2018 in Lahti, das er auf dem 60. Platz über 15 km klassisch beendete. Bei den U23-Weltmeisterschaften 2019 in Lahti errang er den 31. Platz im 30-km-Massenstartrennen und den 21. Platz über 15 km Freistil. Im selben Jahr wurde finnischer U23-Meister über 15 km klassisch und in der Verfolgung. Nach Platz 38 beim Ruka Triple zu Beginn der Saison 2019/20, holte er beim 50-km-Massenstartrennen am Holmenkollen, das er auf dem 48. Platz beendete, mit dem fünften Platz beim ersten Zwischensprint seine ersten Weltcuppunkte. In der folgenden Saison lief er auf den 39. Platz beim Rula Triple und auf den 27. Rang bei der Tour de Ski 2021. Beim Saisonhöhepunkt, den nordischen Skiweltmeisterschaften 2021 in Oberstdorf, belegte er den 34. Platz im Skiathlon und den 28. Rang über 15 km Freistil.

## Platzierungen im Weltcup

### Weltcup-Statistik
Die Tabelle zeigt die erreichten Platzierungen im Einzelnen.
- 1.–3. Platz: Anzahl der Podiumsplatzierungen
- Top 10: Anzahl der Platzierungen unter den ersten zehn
- Punkteränge: Anzahl der Platzierungen innerhalb der Punkteränge
- Starts: Anzahl gelaufener Rennen in der jeweiligen Disziplin
- Hinweis: Bei den Distanzrennen erfolgt die Einordnung gemäß FIS.

| Platzierung               | Distanzrennen a | Distanzrennen a | Distanzrennen a | Distanzrennen a | Distanzrennen a | Skiathlon Verfolgung | Sprint | Etappen- rennen b | Gesamt | Team   | Team    |
| Platzierung               | ≤ 5 km          | ≤ 10 km         | ≤ 15 km         | ≤ 30 km         | > 30 km         | Skiathlon Verfolgung | Sprint | Etappen- rennen b | Gesamt | Sprint | Staffel |
| ------------------------- | --------------- | --------------- | --------------- | --------------- | --------------- | -------------------- | ------ | ----------------- | ------ | ------ | ------- |
| 1. Platz                  |                 |                 |                 |                 |                 |                      |        |                   |        |        |         |
| 2. Platz                  |                 |                 |                 |                 |                 |                      |        |                   |        |        |         |
| 3. Platz                  |                 |                 |                 |                 |                 |                      |        |                   |        |        |         |
| Top 10                    |                 |                 |                 |                 |                 |                      | 1      |                   | 1      |        | 3       |
| Punkteränge               |                 | 15              | 5               | 11              | 1               | 7                    | 2      | 3                 | 44     |        | 8       |
| Starts                    |                 | 17              | 17              | 12              | 5               | 14                   | 10     | 5                 | 80     |        | 10      |
| Stand: Saisonende 2024/25 |                 |                 |                 |                 |                 |                      |        |                   |        |        |         |

### Weltcup-Gesamtplatzierungen
| Saison  | Gesamt | Gesamt | Distanz | Distanz | Sprint | Sprint |
| Saison  | Punkte | Platz  | Punkte  | Platz   | Punkte | Platz  |
| ------- | ------ | ------ | ------- | ------- | ------ | ------ |
| 2019/20 | 6      | 134.   | 6       | 86.     | -      | -      |
| 2020/21 | 95     | 53.    | 43      | 53.     | 32     | 41.    |
| 2021/22 | 3      | 152.   | 3       | 89.     | -      | -      |
| 2022/23 | 374    | 41.    | 317     | 27.     | 3      | 122.   |
| 2023/24 | 308    | 58.    | 230     | 44.     | -      | -      |
| 2024/25 | 93     | 116.   | 93      | 74.     | -      | -      |